# Гарет Бейл
Гарет Франк Бейл (на английски: Gareth Frank Bale) е бивш уелски футболист, крило.

## Кариера
Влиза в школата на Саутхемптън на 11 години. През периода, в който учи в Whitchurch High School в Кардиф, спортува футбол, ръгби, хокей и бягане. Поради големия си талант, учителят му по физическо възпитание пише специални правила за него – по време на мач Бейл трябвало да играе с едно докосване и да не използва предпочитания от него ляв крак.
Бейл е изключително бърз играч, умеещ да играе в защита и нападение. Притежава отлична техника и силен шут с двата крака. Умее да отбелязва голове от пряк свободен удар.
На 16 години и 275 дена, Бейл става вторият най-млад играч в историята на „светците“, след Тио Уолкът, като дебютира срещу Милуол на 17 април 2006.

### Тотнъм
Преминава в Тотнъм Хотспър на 25 май 2007, като сумата е 5 милиона паунда. Първият му мач за Шпорите е на 12 юли 2007 срещу Сейнт Патрик Атлетик.
През сезон 2010/11 е избран за най-добър играч в Англия от Асоциацията на професионалните футболисти. През сезон 2012/13 печели отличието за втори път, както и наградата за най-добър млад играч. Друга награда, която получи след края на сезона, е тази за играч на сезона в английската висша лига, дадена му от главния спонсор „Барклис“.

### Реал Мадрид

#### Сезон 2013/14
На 1 септември 2013 г., часове преди затварянето на летния трансферен пазар, Гарет Бейл преминава от Тотнъм в Реал Мадрид. Трансферът беше цел номер едно на испанския гранд през цялото лято и след дълги преговори между двата клуба в крайна сметка уелският национал преминава в отбора от Мадрид. Играчът е представен официално на 2 септември на специална пресконференция като подписва договор за 6 години с трансферна сума по сделката според испанската преса и Реал Мадрид ТВ от € 91 млн. (£85.3 млн.), а според британската преса – €100 млн. евро (£85.3 млн.).  Бейл взима фланелка с номер 11, който носеше и в предишния си отбор.
На 15 септември прави своят дебют при гостуването на Виляреал, като дори отбелязва и първия си гол с белия екип за 1:1 в 38 мин. на срещата. Неговият дебют не носи пълен успех на новия му отбор и срещата завършва при резултат 2:2. На 5 ноември 2013 г. в мач от груповата фаза на Шампионската лига, Бейл вкарва и първия си гол в турнира с екипа Реал Мадрид при равенството като гост от 2:2 срещу отбора на Ювентус.
На 30 ноември 2013 г. в мач от 15-ия кръг на Примера дивисион срещу отбора на Валядолид, Бейл прави и първия си хеттрик с екипа на Реал Мадрид, а отборът му побеждава с 4:0.
Новият му отбор достига до финал за Купата на Испания, където среща отбора на Барселона. Мача се играе на 16 април 2014 г. на Местая във Валенсия, където Реал Мадрид печели купата за 19-и път след победа с 2:1, а победният гол го отбелязва Бейл в 85-а минута.
На 24 май 2014 г. на финала в Лисабон, Португалия за Шампионската лига, Бейл отбелязва един от головете за своят отбор, който обръща мача. Съперник на Реал е градският му такъв Атлетико Мадрид, който води в резултата до самия край на мача с 0:1, но в даденото допълнително време от съдията, Серхио Рамос успява да изравни резултата в 93 минута и така се стига до продължения. Точно в тези продължения в 110 минута на срещата Бейл отбелязва за 2:1, с който отбора му излиза напред в резултата и по-близко до мечтаната 10 титла на Европа за Реал Мадрид. Крайният резултат на мача е 4:1 в полза на Реал, а другите две попадения са дело на Марсело в 118 минута и Кристиано Роналдо в 120 минута.

#### Сезон 2014/15
В първия официален мач преди старта на сезона в Примера дивисион, Реал Мадрид играе финал за Суперкупата на Европа срещу отбора на Севиля на 12 август 2014 в Кардиф, Уелс спечелен от Реал с 2 – 0. Бейл изиграва пълни 90 минути, а също така прави и асистенция на Кристиано Роналдо за първия гол в 30-а минута на срещата. На 31 август отбелязва и първия си гол за новия сезон в 11-а минута за 0:2 след асистенция на Лука Модрич при гостуването на Реал Сосиедад, а срещата завърша с катастрофална загуба за Реал с 4 – 2. На 20 септември 2014 г. Бейл отбелязва два гола при разгромната победа с 2 – 8 като гост на Депортиво Ла Коруня., а три дни по-късно вкара още един за 1 – 1 при домакинската победа над отбора на Елче спечелен с категоричното 5 – 1.
На 16 декември 2014 г. в мач от Световното клубно първенство срещу мексиканския отбор на Крус Асул, отбелязва гол в 50 минута на срещата, която завършва с резултат от 4 – 0.
На 30 октомври 2016 г. подписва нов договор с клуба до 30 юни 2022 година.

## Национален отбор
Бейл е най-младият играч за Уелс, като първият му мач за Националният отбор е на възраст от 16 години и 316 дни. Дебюта му е при победата с 2:1 над националния отбор на Тринидад и Тобаго.
Според много футболни специалисти е сред най-добрите играчи, разположени в лявата част на игрището.

## Статистика

### Клубна
- Последна промяна: 28 септември 2018

| Клуб              | Сезон             | Първенство | Първенство | Купа на страната | Купа на страната | Купа на лигата | Купа на лигата | Европа | Европа | Други1 | Други1 | Общо   | Общо   |
| Клуб              | Сезон             | Мачове     | Голове     | Мачове           | Голове           | Мачове         | Голове         | Мачове | Голове | Мачове | Голове | Мачове | Голове |
| ----------------- | ----------------- | ---------- | ---------- | ---------------- | ---------------- | -------------- | -------------- | ------ | ------ | ------ | ------ | ------ | ------ |
| Саутхемптън       | 2005/06           | 2          | 0          | 0                | 0                | 0              | 0              | 0      | 0      | 0      | 0      | 2      | 0      |
| Саутхемптън       | 2006/07           | 38         | 5          | 1                | 0                | 3              | 0              | 0      | 0      | 1      | 0      | 43     | 5      |
| Саутхемптън       | Общо              | 40         | 5          | 1                | 0                | 3              | 0              | 0      | 0      | 1      | 0      | 45     | 5      |
| Тотнъм            | 2007/08           | 8          | 2          | 0                | 0                | 1              | 1              | 3      | 0      | 0      | 0      | 12     | 3      |
| Тотнъм            | 2008/09           | 16         | 0          | 2                | 0                | 5              | 0              | 7      | 0      | 0      | 0      | 30     | 0      |
| Тотнъм            | 2009/10           | 23         | 3          | 8                | 0                | 3              | 0              | 0      | 0      | 0      | 0      | 34     | 3      |
| Тотнъм            | 2010/11           | 30         | 7          | 0                | 0                | 0              | 0              | 11     | 4      | 0      | 0      | 41     | 11     |
| Тотнъм            | 2011/12           | 36         | 9          | 4                | 2                | 0              | 0              | 2      | 1      | 0      | 0      | 42     | 12     |
| Тотнъм            | 2012/13           | 33         | 21         | 2                | 1                | 1              | 1              | 8      | 3      | 0      | 0      | 44     | 26     |
| Тотнъм            | Общо              | 146        | 42         | 16               | 3                | 10             | 2              | 31     | 8      | 0      | 0      | 203    | 55     |
| Реал Мадрид       | 2013/14           | 27         | 15         | 5                | 1                | –              | –              | 12     | 6      | 0      | 0      | 44     | 22     |
| Реал Мадрид       | 2014/15           | 31         | 13         | 2                | 0                | –              | –              | 10     | 2      | 5      | 2      | 48     | 17     |
| Реал Мадрид       | 2015/16           | 23         | 19         | 0                | 0                | –              | –              | 8      | 0      | 0      | 0      | 31     | 19     |
| Реал Мадрид       | 2016/17           | 19         | 7          | 0                | 0                |                |                | 8      | 2      | 0      | 0      | 27     | 9      |
| Реал Мадрид       | 2017/18           | 26         | 16         | 2                | 1                |                |                | 7      | 3      | 4      | 1      | 39     | 21     |
| Реал Мадрид       | 2018/19           | 29         | 8          | 3                | 0                |                |                | 1      | 1      | 1      | 0      | 7      | 4      |
| Реал Мадрид       | Общо              | 155        | 78         | 12               | 2                | –              | –              | 46     | 14     | 10     | 3      | 196    | 92     |
| Общо за кариерата | Общо за кариерата | 341        | 125        | 29               | 5                | 13             | 2              | 77     | 22     | 11     | 3      | 444    | 152    |

1Includes Football League Championship play-offs, мачове за Суперкупата, Суперкупа на Испания, Суперкупа на Европа и Световно клубно първенство

### Национален отбор
- Последна промяна: 28 септември 2018

| Уелс   | Уелс   | Уелс   |
| Година | Мачове | Голове |
| ------ | ------ | ------ |
| 2006   | 4      | 1      |
| 2007   | 7      | 1      |
| 2008   | 5      | 0      |
| 2009   | 7      | 0      |
| 2010   | 4      | 1      |
| 2011   | 6      | 3      |
| 2012   | 5      | 3      |
| 2013   | 5      | 2      |
| 2014   | 5      | 3      |
| 2015   | 6      | 5      |
| 2016   | 11     | 7      |
| 2017   | 3      | 0      |
| 2018   | 4      | 4      |
| Общо   | 72     | 30     |

## Успехи
Реал Мадрид
- Шампионска лига (5): 2013/14, 2015/16, 2016/17, 2017/18, 2021/22
- Купа на Испания (1): 2013/14
- Суперкупа на Европа – (3): 2014, 2016, 2017
- Световно клубно първенство – (4): 2014, 2016, 2017, 2018